# Stazione di Londra Liverpool Street
La stazione di Londra Liverpool Street, (in inglese: London Liverpool Street) è una delle stazioni ferroviarie di testa del centro di Londra, collegata all'omonima stazione della metropolitana. La stazione è situata nella zona nord orientale della Città di Londra.
È il capolinea della West Anglia Main Line per Cambridge, della Great Eastern Main Line per Norwich, di molti servizi locali verso l'est di Londra, l'Essex e l'Hertfordshire e i servizi dello Stansted Express, un collegamento veloce per l'aeroporto di Londra-Stansted.
La stazione è stata aperta nel 1874 in sostituzione della stazione di Bishopsgate, capolinea della Great Eastern Railway, che è stata successivamente trasformata in un deposito di merci. La stazione è stata costruita su due livelli, con una stazione sotterranea denominata "Bishopgate" aperta nel 1875 sulla Metropolitan Railway, poi rinominata Liverpool Street nel 1909. Una seconda stazione chiamata "Bishopsgate Sotterranea" è esistita sulla linea principale appena fuori dalla stazione di Liverpool Street dal 1872 fino al 1916.
Durante la prima guerra mondiale, la stazione di Liverpool Street è stata il bersaglio di uno dei più letali raid aerei da parte di aeromobili ad ala fissa, che uccise 162 persone. Durante la ricostruzione del primo dopoguerra fino allo scoppio della seconda guerra mondiale, la stazione era il capolinea dei treni che trasportavano migliaia di bambini rifugiati che arrivavano a Londra come parte della missione di salvataggio Kindertransport.
La stazione è stata modernizzata tra il 1985 e il 1992; allo stesso tempo la vicina stazione di Broad Street è stata demolita e le sue linee reindirizzate a Liverpool Street. Nell'ambito del progetto di sviluppo, Broadgate è stata costruita sul sito precedentemente occupato dalla stazione di Broad Street. La Regina Elisabetta II ha inaugurato ufficialmente la rinnovata stazione nel dicembre 1991.
Con oltre 57 milioni di entrate e uscite di passeggeri nel periodo 2011-12, Liverpool Street è una delle più trafficate stazioni ferroviarie del Regno Unito ed è la terza più trafficata di Londra dopo Waterloo e Victoria. Si tratta di una delle 20 stazioni gestite da Network rail.
Ha tre uscite principali: una su Liverpool Street, la strada da cui la stazione prende il nome, una su Bishopsgate e una su Broadgate ad ovest della stazione. La stazione della metropolitana è servita dalle linee Central, Circle, Hammersmith & City e Metropolitan, ed è nella Travelcard Zone 1.

## Storia
La stazione, inaugurata il 2 febbraio 1874, è stata ricostruita mantenendo le vecchie strutture vittoriane esterne, ed ha una caratteristica tipicamente "retrò", riadattata con strutture interne contemporanee. Architettonicamente presenta delle similitudini con la stazione italiana di Milano Centrale.

## Movimento

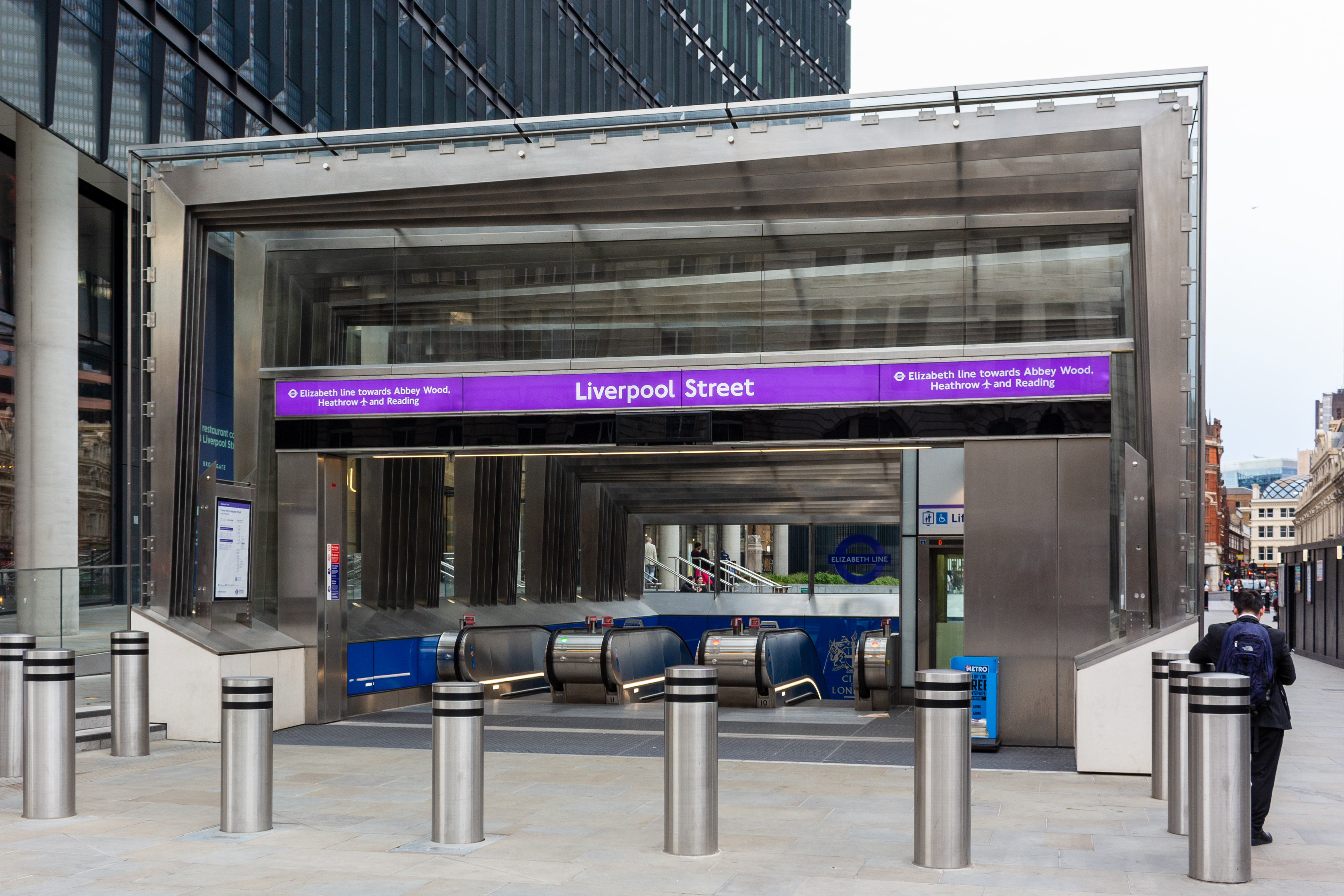
L'esterno della stazione

### National Rail
La stazione serve per la maggiore la regione dell'Est dell'Inghilterra, incluso l'aeroporto di Stansted, l'aeroporto di Southend, Cambridge, Lowestoft, Great Yarmouth, Norwich, Ipswich, Clacton-on-Sea, Colchester, Braintree, Southend Victoria, Harwich e molte stazione suburbane del nord-est di Londra, dell'Essex e dell'Hertfordshire. Un piccolo numero di treni espressi giornalieri diretti per Stazione di Harwich International fornisce collegamenti con il servizio marittimo "Dutchflyer" per Hoek van Holland.
La maggior parte dei servizi passeggeri sono operati da Greater Anglia, gli altri sono opertai da Tfl Rail, ma ci sono anche due servizi serali per Barking, che fermano solo a Stratford, operati da c2c. Tutti gli altri servizi di c2c partono dalla stazione di Fenchurch Street: c2c, inoltre, opera da Liverpool Street in caso di lavori ingegneristici tra Barking e Fenchurch Street.
Il servizio feriale negli orari di morbida da Liverpool Street è di 31 servizi per ora in arrivo e in partenza.

#### Principali servizi
I seguenti sono i servizi feriali in orario di morbida in partenza da Liverpool Street:
| Operatore      | Linea | Via | Destinazione      | Materiale rotabile                            | Frequenza |
| -------------- | ----- | --- | ----------------- | --------------------------------------------- | --------- |
| Greater Anglia | GEML  | London Liverpool Street - Colchester - Manningtree - Ipswich - Diss | Norwich           | British Rail Class 90 + Mark 3 Coaching Stock | 1 per ora |
| Greater Anglia | GEML  | London Liverpool Street - Chelmsford - Colchester - Manningtree - Ipswich - Stowmarket - Diss | Norwich           | British Rail Class 90 + Mark 3 Coaching Stock | 1 per ora |
| Greater Anglia | GEML  | London Liverpool Street - Stratford - Shenfield - Chelmsford - Hatfield Peverel - Witham - Kelvedon - Marks Tey - Colchester - Manningtree | Ipswich           | British Rail Class 321, Class 360             | 1 per ora |
| Greater Anglia | GEML  | London Liverpool Street - Stratford - Shenfield - Ingatestone - Chelmsford - Witham - Colchester - Wivenhoe - (Alresford) - (Great Bentley) - Thorpe-le-Soken | Clacton-on-Sea    | British Rail Class 321, Class 360             | 1 per ora |
| Greater Anglia | GEML  | London Liverpool Street - Stratford - Romford - Shenfield - Ingatestone - Chelmsford - Witham - Kelvedon - Marks Tey - Colchester | Colchester Town   | British Rail Class 321, Class 360             | 1 per ora |
| Greater Anglia | GEML  | London Liverpool Street - Stratford - Shenfield - Ingatestone - Chelmsford - Witham - White Notley - Cressing - Braintree Freeport | Braintree         | British Rail Class 321                        | 1 per ora |
| Greater Anglia | GEML  | London Liverpool Street - Stratford - Shenfield - Billericay - Wickford - Rayleigh - Hockley - Rochford - Aeroporto di Southend - Prittlewell | Southend Victoria | British Rail Class 321                        | 2 per ora |
| Greater Anglia | GEML  | London Liverpool Street - Stratford - Romford - Shenfield - Billericay - Wickford - Rayleigh - Hockley - Rochford - Aeroporto di Southend - Prittlewell | Southend Victoria | British Rail Class 321                        | 1 per ora |
| Tfl Rail       | GEML  | London Liverpool Street - Stratford - Maryland - Forest Gate - Manor Park - Ilford - Seven Kings - Goodmayes - Chadwell Heath - Romford - Gidea Park - Harold Wood - Brentwood                                                                                           | Shenfield         | British Rail Class 315, Class 345             | 6 per ora |
| Greater Anglia | WAML  | London Liverpool Street - Tottenham Hale - Cheshunt - Broxbourne - Harlow Town - Sawbridgeworth - Bishops Stortford - Audley End - Whittlesford Parkway | Cambridge         | British Rail Class 317, Class 379             | 1 per ora |
| Greater Anglia | WAML  | London Liverpool Street - Tottenham Hale - Cheshunt - Broxbourne - Roydon - Harlow Town - Harlow Mill - Sawbridgeworth - Bishops Stortford - Stansted Mountfitchet - Elsenham - Newport - Audley End - Great Chesterford - Whittlesford Parkway - Shelford               | Cambridge         | British Rail Class 317, Class 379             | 1 per ora |
| Greater Anglia | WAML  | London Liverpool Street - Hackney Downs - Tottenham Hale - Ponders End - Brimsdown - Enfield Lock - Waltham Cross - Cheshunt - Broxbourne - Rye House - St Margarets - Ware                                                                                              | Hertford East     | British Rail Class 315, Class 317             | 2 per ora |
| Greater Anglia | WAML  | London Liverpool Street - Bethnal Green - Cambridge Heath - London Fields - Hackney Downs - Rectory Road - Stoke Newington - Stamford Hill - Seven Sisters - Bruce Grove - White Hart Lane - Silver Street - Edmonton Green - Southbury - Turkey Street - Theobald Grove | Cheshunt          | British Rail Class 315                        | 2 per ora |
| Greater Anglia | WAML  | London Liverpool Street - Bethnal Green - Cambridge Heath - London Fields - Hackney Downs - Rectory Road - Stoke Newington - Stamford Hill - Seven Sisters - Bruce Grove - White Hart Lane - Silver Street - Edmonton Green - Bush Hill Park                             | Enfield Town      | British Rail Class 315, Class 317             | 2 per ora |
| Greater Anglia | WAML  | London Liverpool Street - Bethnal Green - Hackney Downs - Clapton - St. James Street - Walthamstow Central - Wood Street - Highams Park | Chingford         | British Rail Class 315, Class 317             | 4 per ora |

#### Stansted Express
Lo scalo si raccorda con l'aeroporto di Stansted, sito a circa 50 km a nord est di Londra, e la sua importanza è dovuta principalmente per il grosso trasporto di persone da e verso il suddetto aeroporto, meta principalmente scelta da passeggeri che si avvalgono di compagnie aeree cosiddette low Cost; come ad esempio "Ryanair", "Easyjet", ed altre.
La frequenza delle partenze da entrambe le direzioni, è di circa 10-15 minuti, ed il viaggio ne dura circa 45.
Lo Stansted Express effettua, anche se non in tutte le corse, una fermata intermedia presso la stazione di Tottenham Hale (a nord di Londra), servita dalla Victoria line della metropolitana.
Il prezzo del biglietto diminuisce prenotando in anticipo.
| Operatore                       | Linea | Via                                                          | Destinazione          | Materiale rotabile                | Frequenza |
| ------------------------------- | ----- | ------------------------------------------------------------ | --------------------- | --------------------------------- | --------- |
| Greater Anglia Stansted Express | WAML  | London Liverpool Street - Tottenham Hale - Bishops Stortford | Aeroporto di Stansted | British Rail Class 317, Class 379 | 2 per ora |
| Greater Anglia Stansted Express | WAML  | London Liverpool Street - Tottenham Hale - Harlow Town       | Aeroporto di Stansted | British Rail Class 317, Class 379 | 2 per ora |

### Metropolitana
L'omonima stazione metropolitana, attigua allo scalo ferroviario di superficie, serve 4 linee:
- Central (nelle mappe indicata in rosso)
- Circle (nelle mappe indicata in giallo)
- Hammersmith & City (nelle mappe indicata in rosa)
- Metropolitan (nelle mappe indicata in magenta)

## Nella cultura di massa
Liverpool Street è una delle quattro stazioni ferroviarie sulla versione britannica di Monopoly, introdotto nel XX secolo.
La stazione è stata usata più volte, fittiziamente, in romanzi e film, come il luogo di attacchi terroristici: nel romanzo Sotto tiro di Andy McNab, Liverpool Street è il bersaglio di un attacco; in London under Attack, un immaginario docu-drama è raffigurato un attacco terroristico su Londra usando gas di cloro (per la prima volta mandato in onda nel maggio 2004 dal programma Panorama di BBC One), e Liverpool Street è stato utilizzato come luogo dell'attacco; nel film Dirty War, (per la prima mandato in onda ottobre 2004 sulla BBC), viene rappresentato un attacco terrorista suicida con una "bomba sporca", nei pressi della stazione della metropolitana.
La location è stata utilizzata anche in un certo numero di lungometraggi di criminali e di spionaggio: nel film Alex Rider: Stormbreaker, il protagonista attraversa la stazione per trovare una cabina fotografica, dopo di che viene trasportato presso l'MI6; la miniserie drammatica della BBC del 2011, The Shadow Line, comprendeva una scena in cui un uomo ha tentato di eludere sia la polizia sia un criminale usando la metropolitana di Londra, cercando di far perdere le proprie tracce scendendo a Liverpool Street.
Il romanzo di H.G. Wells del 1898, La guerra dei mondi comprendeva una corsa caotica a bordo di treni a Liverpool Street e la descrizione della frantumazione delle persone sotto le ruote delle macchine a vapore, essendo le macchine marziane riuscite a sorpassare le difese militari nel West End.
Durante gli anni 2000, la stazione è stata utilizzata come punto di ritrovo per vari flash mob: nel 2009, per esempio, il cast di St Trinian's 2 - The Legend of Fritton's Gold e centinaia di comparse sono state girate durante un flash mob dove le ragazze ballano in al centro della stazione.
La stazione è il soggetto della poesia Liverpool Street Station di John Davidson:

"THROUGH crystal roofs the sunlight fell,
And pencilled beams the gloss renewed
On iron rafters balanced well
On iron struts ; though dimly hued.
With smoke o'erlaid, with dust endued.
The walls and beams like beryl shone ;
And dappled light the platforms strewed
With yellow foliage of the dawn
That withered by the porch of day's divan."
- John Davidson, Fleet Street and Other Poems (estratto)